# Maison du Savoir

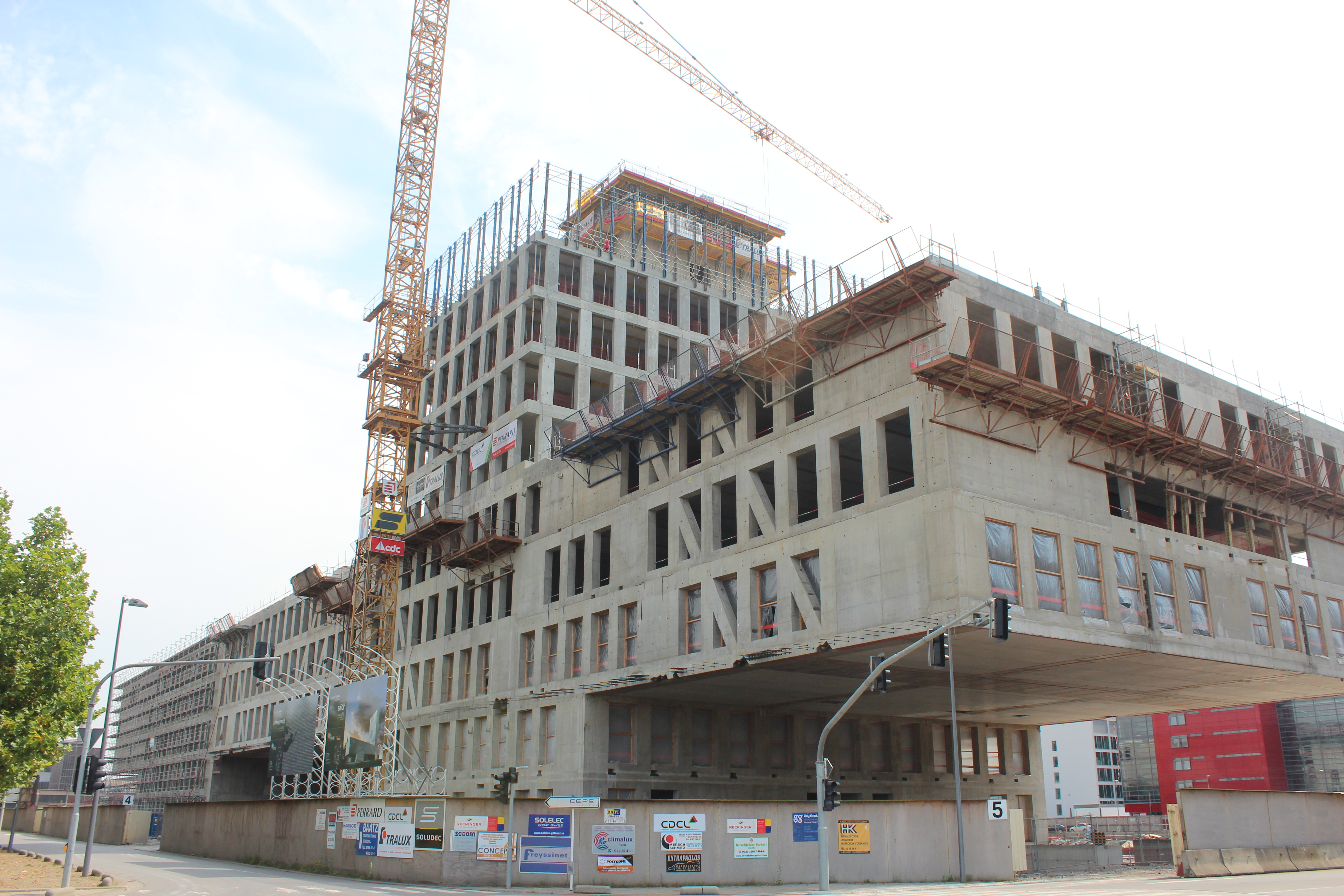
Maison du Savoir under uppförande 2012

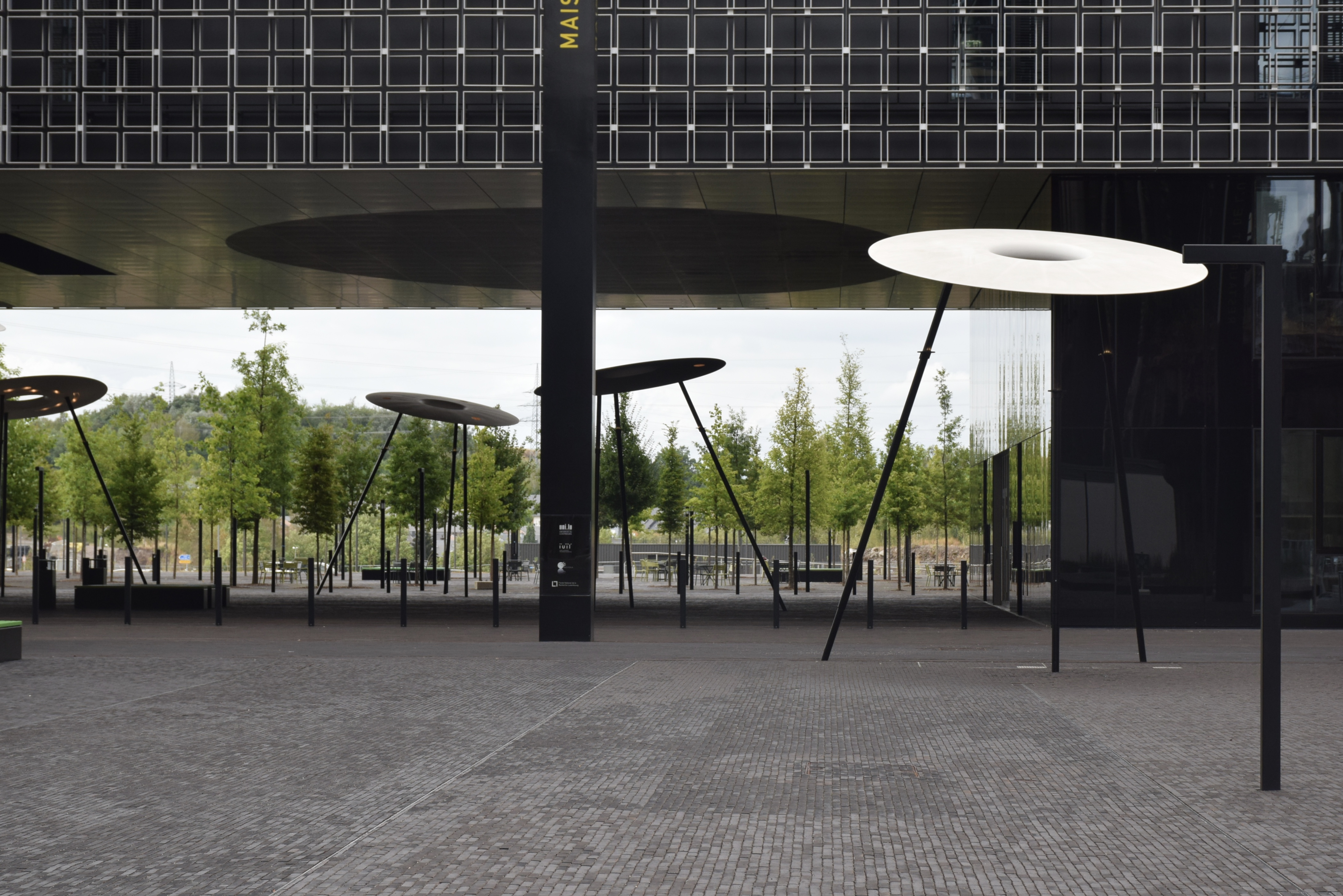
Place de'Université

Maison du Savoir är en byggnad i Berval i Esch-sur-Alzette i Luxemburg, som är huvudbyggnad i Campus Berval för Luxemburgs universitet.
Maison du Savoir ingår i den nya Cité des sciences, de la recherche et de l'innovation, som håller på att ersätta Arcelor Mittals tidigare stålverk i Belval.
Den 83,8 meter höga byggnaden, med en horisontell och en vertikal byggnadskropp har ritats av Baumschlager & Eberle i Österrike i samarbete med  Christian Bauer & Associés architectes. Sammanlagt finns drygt 49.000 kvadratmeter yta, inklusive en aula med 750 sittplatser. Den är dimensionerad för 5.200 studenter, lärare och annan personal. Byggnaden är uppförd i betong med en metallfasad.